# Фессал (сын Ясона)
Фессал (др.-греч. Θεσσαλός) — персонаж древнегреческой мифологии. Сын Ясона и Медеи. Избежал гибели от руки матери, вырос в Коринфе, но затем прибыл в Иолк. Когда умер Акаст, он стал царём, а его подданные стали называться фессалийцами.